# Louis Ducos du Hauron
Louis Arthur Ducos du Hauron, nascut a Langon el 8 de desembre de 1837 i mort a Agen, el 31 d'agost de 1920, és un dels inventors pioners de la fotografia en color el 1868 juntament amb Charles Cros.
Va escriure nombrosos articles i va patentar alguns invents sobre la reproducció del so i de la imatge. Tot i això se'l coneix sobretot per haver estat l'inventor de la tricromia (procés de fotografia i d'impressió policromàtica), per la fotografia en color. També fou l'inventor dels anàglifs, aquelles imatges que donen la impressió de relleu quan se les mira a través d'ulleres verd-vermell.
Durant el 2018, l'anàlisi de mostres de les seves fotografies a l'European Synchrotron Radiation Facility va descobrir la composició química d'aquestes revelant les tècniques i els materials utilitzats com els pigments, la gelatina bicromàtica, el colodió o inclús resina.
Una de les seves primeres fotografies en color es Landscape of Southern France (Paisatge del Sud de França), presa amb el mètode de sustracció el 1877.

## Biografia
La família Ducos du Hauron es originària d'Agen. El seu pare, Jérôme, era funcionari de contribucions indirectes a Langon. Louis no freqüentava gaire l'escola però va ser instruït per preceptors. Es va interessar aviat per l'art, la pintura i va tocar molt el piano (va tenir una seguida correspondència amb Camille Saint-Saëns). Però així i tot estava sobretot apassionat per les ciències físiques i dins d'aquestes l'òptica i els colors, lligat amb el seu gust per la pintura. Seguint aquesta línia, ràpidament es va interessar per una molt primitiva fotografia i va buscar realitzar fotografies en color, treballant sota una planificació molt mes teòrica que no pas pràctica.
Amb vint-i-dos anys, presenta a la Societat de les arts i les ciències d'Agen una memòria sobre l’Estudi de sensacions lluminoses. Ajudat pel seu pare, que animava les seves cerques, i després de la mort d'aquest, pel seu germà gran Alcide, no té cap feina remunerada, però es dedica totalment a les seves descobertes sense treure'n cap benefici econòmic.
Seguint el seu germà, resideix successivament a Auch, a Lectoure, i a Agen. Adopta el principi anunciat per l'anglès Maxwell sobre la tricromia per la reproducció dels colors. Basant-se en la teoria de Maxwell, el fotògraf Thomas Sutton havia realitzat el 1861 una fotografia en color visible solament en projecció, sobre la base de la synthèse additive, però mai havia aconseguit obtenir una imatge estable sobre paper. Per la seva part, Ducos du Hauron aplica la síntesi sostractiva: utilització dels tres colors primaris blau, groc i vermell, obtinguts per tres fotografies preses a través de tres filtres de colors complementaris (respectivament taronja, violeta i verd), cadascuna seleccionant el color desitjat. Cada fotografia es presa en el color corresponent sobre un suport transparent, la superposició de les tres resulta en una imatge en colors com un vitrall, o impresa sobre paper. Si el principi és simple, va passar per infinitat de dificultats tècniques: sensibilitat massa feble de les plaques, llargada de les preses (sovint diverses hores), colors dels filtres, estabilitat dels pigments, etc.
El 1868 a Lectoure, Ducos du Hauron treballa amb l'ajuda d'un farmacèutic local. Patenta la seva invenció. L'any següent, la presenta davant l'Acadèmia de les Ciències. Al mateix temps, un altre inventor presenta un projecte idèntic, es tracta de Charles Cros, cadascun del seu costat havent arribat a conclusions similars. Comença un debat per decidir que va tenir la idea abans. Charles Cros havia publicat esbossos dels seus projectes el 1867, però finalment s'estableix que el treball de Ducos du Hauron es remunta a almenys deu anys abans. No hi ha rivalitat entre els homes.
Les patents que va dur a terme més endavant van significar un auguri del que seria el cinematògraf dels germans Lumière: successió d'imatges projectades sobre una pantalla davant dels espectadors, efectes de ralentit, d'acceleració o de marxa enrere, pel·lícules enrotllades en bobines i proveïts de perforacions per l'encadenament. Preveu també els inicis dels dibuixos animats. Però al moment de descriure la seva teoria, la tecnologia del moment no ha avançat suficient com per poder permetre posar-la en practica.
El 1870 Alcide Ducos du Hauron és nomenat jutge a Agen. Louis realitza imatges en exteriors, paisatges d'Agen i també de Lourdes. Ha fabricat un aparell de fotografia amb tres objectius, cada un amb el seu filtre de color, el que li permet tenir simultàniament les tres seleccions tricromàtiques.
El 1874 patenta el seu melanocromoscopi, aparell fotogràfic amb un sol objectiu, que permet per via de dos miralls semitransparents, un mirall normal i tres filtres acolorits, impressionar sobre una sola placa tres imatges de 35 x 35mm, corresponents a cada color primari. El mateix aparell permet visualitzar una imatge en color a partir de plaques positives.
Presenta a l'Exposició Universal de 1878 una col·lecció important de les seves realitzacions. L'impressor i fotògraf alemany Joseph Albert, de Múnic, li proposa venir a treballar a casa seva, però Ducos du Hauron, per patriotisme, rebutja l'oferta.
Louis Ducos du Hauron realitza el 1879 una de les primeres proves en tricromia, titulada «Vase au bégonia, verre de vin et tulipe» (vas de begònia, got de vi i tulipa).
El 1881, segueix encara al seu germà Alcide, nomenat conseller a la cort d'Alger.
El 1900, Alcide es retira i se'n van a París.
Aquell mateix any rep la medalla en honor del seu progrés de la Royal Photographic Society.
Després de la mort d'Alcide el 1909, Louis Ducos du Hauron viu a Savigny-sur-Orge, abans de tornar a la regió d'Agen.